# Adieu, Lebewohl, Goodbye
Pour plus de détails, voir Fiche technique et Distribution.
Adieu, Lebewohl, Goodbye est un film allemand réalisé par Paul Martin sorti en 1961.

## Synopsis
La forte et résolue Tilli Adler est la "mère de la compagnie" itinérante de jeunes artistes appelés les Colibris. Ils s'en vont à Rome. Alors que les filles se produisent, Tilli pose plein de questions pour aller dans le sud de l'Italie. Pendant le voyage, ils voient un jeune homme sur le bord de la route, à côté de lui un petit garçon. Ils s'arrêtent et leur demandent s'ils veulent monter. Les filles ne se doutent pas que cet homme est un journaliste d'investigation rusé nommé Ralph Martell, qui espère écrire un article croustillant. Le garçon aux cheveux bouclés, âgé de huit ans, s'appelle Carlo et est le fils d'un grand fabricant de jouets. Alors qu'on croit à un enlèvement, le garnement s'est enfui parce que ses parents, Luciano et Eva Moretti, une célèbre chanteuse, n'ont pas le temps de s'occuper de lui. La police est fortement mobilisée.
Carlos veut aller à Naples, où vit son grand-père, Carlo Gualdi, qui tient une petite glacerie. Quand Martell le découvre, il tient une bonne histoire. Mais au fur et à mesure du voyage, le petit Carlo multiplie les bêtises. Heureusement Carlo voit son grand-père puis retrouve ses parents, Martell a son histoire et a la femme de sa vie, la jolie brune Gaby, un Colibri. À la fin, Tilli Adler et ses girls ont plein d'engagements.

## Fiche technique
- Titre : Adieu, Lebewohl, Goodbye
- Réalisation : Paul Martin assisté de Maria von Frisch
- Scénario : Gustav Kampendonk
- Musique : Gert Wilden
- Direction artistique : Paul Markwitz, Wilhelm Vorwerg
- Photographie : Ernst W. Kalinke, Hans Schneeberger
- Montage : Jutta Hering
- Production : Artur Brauner
- Sociétés de production : Alfa Film
- Société de distribution : Gloria
- Pays d'origine :  Allemagne de l'Ouest
- Langue : allemand
- Format : Couleur - 1,66:1 - Mono - 35 mm
- Genre : Comédie
- Durée : 100 minutes
- Dates de sortie :
  -  Allemagne de l'Ouest : 29 août 1961.
  -  Danemark : 20 mai 1963.
  -  France : 23 mars 1964[1].

## Distribution
- Bibi Johns : Eva Moretti, chanteuse
- Senta Berger : Gaby
- Michael Cramer : Ralph Martell, reporter
- Rudolf Platte : Carlo Gualdi
- Georg Thomalla : Luciano Moretti
- Trude Herr : Tilli Adler
- Bill Ramsey : Fiorelli
- Jaime de Mora y Aragón : Bertolli, le commissaire de police
- Marietto : Carlo
- Gerhard Hartig : Rossi, le père de Gaby
- Ralf Wolter : Pietro
- Kurt Pratsch-Kaufmann : un policier
- Ralf Bendix: un policier

## Source de la traduction
- (de) Cet article est partiellement ou en totalité issu de l’article de Wikipédia en allemand intitulé « Adieu, Lebewohl, Goodbye » (voir la liste des auteurs).